# Badula grammisticta
Badula grammisticta är en viveväxtart som först beskrevs av Cordemoy, och fick sitt nu gällande namn av M.J.E. Coode. Badula grammisticta ingår i släktet Badula och familjen viveväxter. Inga underarter finns listade i Catalogue of Life.